# Nagyberezna
Nagyberezna (ukránul: Великий Березний [Velikij Bereznij], oroszul: Великий Березный [Velikij Bereznij], szlovákul: Velká Berezna) szeliscse Ukrajnában, Kárpátalján, az Ungvári járásban.

## Nevének eredete
Neve a szláv berezna (= nyírfás) szóból származik.

## Fekvése
Ungvártól 35 km-re északkeletre, az Erdős-Kárpátokban, a Róna-havas nyugati oldalán, az Ung völgyében, a folyó partján, a szlovák határ közelében található.

## Története
Első írásos említése 1409-ből származik. 1427-ben a Drugeth család birtoka volt, majd 1691-ben a Bercsényi család tulajdonába került. Az itteni lakosok részt vettek a Rákóczi Ferenc vezette szabadságharcban.
Egykori kamarai birtok, hatalmas erdőkkel körülvéve. Lakói görög- és római katolikusok, valamint zsidók voltak. Görögkatolikus temploma 1792-ben épült (eredetileg fából), római katolikus kőtemploma és zsinagógája 19. század eleji. 1910-ben 2822 lakosából 1120 ruszin, 930 német, 426 magyar és 300 szlovák volt. A trianoni békeszerződésig Ung vármegye Nagybereznai járásához tartozott.
1918–39 között Csehszlovákiához, 1939–44 között Magyarországhoz, 1945–91 között a Szovjetunióhoz tartozott és 1991-től Ukrajnához tartozik.
2020-ig a Nagybereznai járás székhelye volt, Révhely (Zábrogy) tartozott hozzá.

## Népesség
| Lakosok száma | 7295 | 7559 | 7603 |
|               | 2014 | 2018 | 2019 |

A népesség anyanyelv szerinti megoszlása a teljes népesség %-ában (2001)

## Közlekedés
A települést érinti a Csap–Ungvár–Szambir–Lviv-vasútvonal.

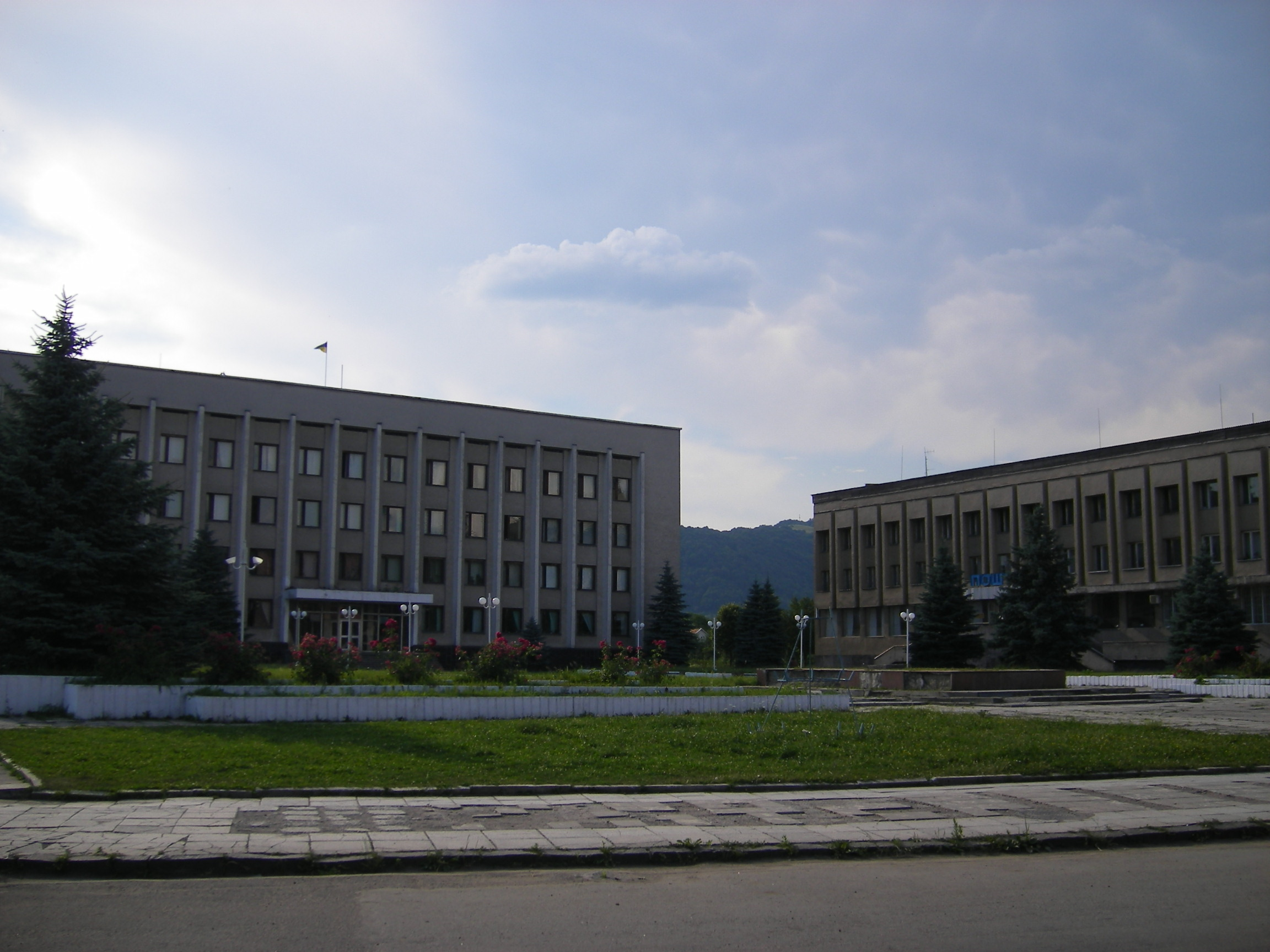
Az egykori járási hivatal épülete

## Híres nagybereznaiak
- Gróh István, iparművész, művészeti író
- Lahner Emil festőművész
- Vincze Lajos grafikus